# Marcia Wallace
Marcia Wallace   (Creston, 1 de novembre de 1942 - Los Angeles, 25 d'octubre de 2013) va ser una actriu i còmica estatunidenca, coneguda principalment pels seus papers en comèdies de situació televisives. És més coneguda pels seus papers com la recepcionista Carol Kester en la comèdia de situació dels anys 70 The Bob Newhart Show, Mrs. Carruthers en Full House, i com a veu de la professora de primària Edna Krabappel en la sèrie d'animació Els Simpson, per la qual va guanyar un Emmy el 1992. El personatge es va retirar després de la seva mort, però apareix esporàdicament a través de la gravació d'arxiu.
Wallace era coneguda per la seva alçada, cabell vermell i riure distintiu. Tenia una carrera de cinc dècades en televisió, cinema i escena. Va ser una convidada freqüent en The Merv Griffin Show, que li va portar a rebre una petició personal per aparèixer en The Bob Newhart Show en un paper creat especialment per a ella. Diagnosticada de càncer de mama el 1985, es va convertir en una activista contra el càncer, i ho va ser durant tota la seva vida.

## Biografia
Wallace va néixer a Creston, Iowa, l'1 de novembre de 1942, era la gran de tres fills d'Arthur "Poke" Wallace i la seva esposa Joann. El seu pare era propietari i treballava a Wallace Sundries, una botiga de mercaderies, on Marcia, la seva germana Sharon i el seu germà Jim sovint ajudarien. Mentre Wallace estava en l'escola secundària, una mestra la va encoratjar a considerar la carrera d'actriu després que ella ho fes bé en una obra escolar. Després de graduar-se en Creston High School, Wallace va assistir al Parsons College, a Fairfield, Iowa, que li havia ofert una beca completa. Ella era membre del capítol Delta Nu de la sororitat Delta Zeta. A Parsons va fer comèdia en anglès i teatre, i actuà en Brigadoon i en The Musique Man.

## Carrera
El dia en què es va graduar a la universitat, Wallace es va traslladar d'Iowa a Nova York amb 148 dòlars a la butxaca. Per arribar a final de mes, va escriure guions, va actuar a l'estiu, va fer anuncis i va treballar com a professora substituta d'anglès al Bronx. Després d'actuar durant un any en una discoteca de Greenwich Village, Wallace i quatre companys d'animació van formar un grup d'improvisació anomenat The Fourth Wall. El 1968, Wallace va aparèixer durant un any en Off-Broadway amb el grup. Després, va fer diverses altres aparicions en espectacles d'improvisació i, després de perdre 45 kg del seu pes anterior de 230, va aparèixer nua en una producció(3) de Dark of the Moon en l'avantguardista Mercer Arts Center.

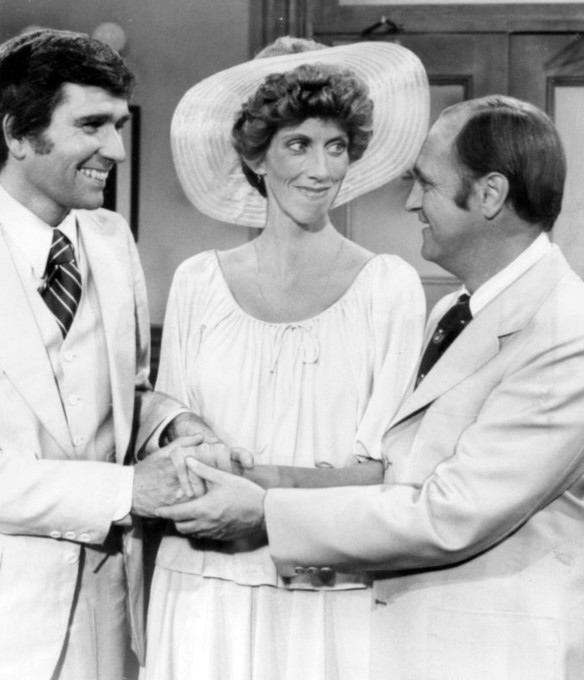
Wallace amb Bob Newhart (dreta) i Will Mackenzie en un episodi de la temporada 4 de The Bob Newhart Show, "Carol's Wedding", el 1975

Wallace va ser assídua en The Merv Griffin Show, i hi aparegué més de 75 vegades. Quan el programa es va traslladar a Los Angeles, Wallace també ho va fer a petició de Griffin. Una d'aquestes aparicions el març de 1972 va provocar una trucada telefònica del productor de televisió Grant Tinker, que li va oferir un paper secundari en The Bob Newhart Show per recomanació del fundador de la CBS Bill Paley. El paper de Carol Kester (més tard Carol Kester Bondurant), la recepcionista sarcàstica del doctor Robert Hartley, el personatge de Bob Newhart, va ser escrit específicament per a ella. Newhart i Wallace van repetir els seus papers de The Bob Newhart Show en "Anything but Cured", un episodi de Murphy Brown.
Quan The Bob Newhart Show va acabar amb les sis temporades el 1978, Wallace va començar tres dècades d'aparicions televisives en programes de jocs, com Match Game, Hollywood Squares, Password Plus i Super Password, Celebrity Whew!, Crosswits, Hot Potato, Body Language, The $25.000 Pyramid, Double Talk, Win, Lose or Draw, TattleTales, To Tell the Truth i Acting Crazy. També va participar en episodis especials de celebritats de la versió Ray Combs de Family Feud i la versió de Jim Perry de Card Sharks. L'abril de 2008, va aparèixer al programa interactiu GSN Live.
Altres papers televisius inclouen: com a secretària de Darrin en "Laugh, Clown, Laugh", un episodi d'Embruixada el 1971; dues aparicions en The Brady Bunch: una vegada com a professora de Marcia en "Getting Davy Jones" i una altra com a dona que ven una perruca modificada a Jan en "Will the Real Jan Brady Please Stand Up?"; com a directora de l'escola, la Sra. Lyman, en dos episodis d'ALF; i com la Sra. Carruthers en uns quants episodis de Full House. Wallace també va tenir aparicions com a convidada en Charles in Charge, S'ha escrit un crim, Magnum, P.I., Columbo i A Different World.(3) En un dels últims episodis de Taxi, es va retratar a si mateixa. Més tard, Wallace va fer de minyona en la sèrie satírica That's My Bush! i, el 2009, va aparèixer en la telenovel·la diürna The Young and the Restless, interpretant Annie Wilkes, una ineficient ajudant de segrestador.
Després que Els Simpson comencés el 1989, Wallace es va unir al repartiment de veu com a veu d'Edna Krabappel, a qui va interpretar fins a la seva mort el 2013. El 1992, va rebre un premi Primetime Emmy a la millor interpretació de veu en off per l'episodi "Bart the Lover".
En el cinema, Wallace va aparèixer en pel·lícules com My Mother the Werewolf, Teen Witch i Ghoulies III: Ghoulies Go to College.(3) A la pel·lícula Tru Loved del 2008, va interpretar una professora de teatre de secundària que patrocina una aliança entre homosexuals i heterosexuals.
El treball de Wallace a l'escenari va incloure An Almost Perfect Person a Los Angeles, que també va produir; un recorregut per la versió femenina de L'estranya parella de Neil Simon; i produccions de Same Time, Next Year, Twigs, It Had to Be You, Supporting Cast, El presoner de la Segona Avinguda i Plaza Suite. Wallace va fer el seu debut musical a l'escenari el 1983, la producció de Sacramento Música Circus de Gypsy. Va tornar la temporada següent a Promises, Promises. Altres produccions escèniques van ser Born Yesterday, You're A Good Man, Charlie Brown, Steel Magnolias i Last of the Red Hot Lovers, en què va interpretar els tres papers femenins en diferents moments.(3) Va actuar en The Vagina Monologues a Los Angeles, Nova York, Chicago i San Diego.(3) El 2013, va donar veu a la bibliotecària de la Universitat de Monsters, i el 2014 (a títol pòstum) va sortir en la pel·lícula Muffin Top: A Love Story.

## Vida personal
Wallace es va casar amb l'hoteler Dennis Hawley el 18 de maig de 1986 en una cerimònia budista. La parella va adoptar un fill petit, Michael Wallace "Mikey" Hawley. Dennis va morir de càncer de pàncrees el juny de 1992.
Abans del seu matrimoni, Wallace va ser diagnosticada de càncer de mama el 1985, després d'això es va convertir en activista i conferenciant sobre el tema. El 27 de gener de 2007, Wallace va guanyar el premi Gilda Radner Courage del Roswell Park Comprehensive Cancer Center per ajudar a educar els nord-americans sobre la importància de la detecció precoç del càncer i inspirar als altres durant els seus 20 anys com a supervivent de càncer de mama.
Wallace va ser membre de la fraternitat de Delta Zeta i va ser nomenada Dona de l'Any 2010 de Delta Zeta en la Convenció Nacional Biennal de 2010 a Tucson, Arizona. La seva autobiografia, titulada Don't Look Back, We're Not Going That Way, que es va publicar el 2004, relata la detecció precoç del seu càncer de mama, la pèrdua del seu marit Dennis, la seva crisi nerviosa, la seva maternitat soltera i altres experiències com una història de bulímia. Va atribuir el títol del llibre al seu pare, que havia utilitzat la frase sovint durant la seva infància.

## Malaltia, mort i funeral
Wallace va morir de pneumònia i sèpsia el 25 d'octubre de 2013, set dies abans del seu 71è aniversari. El càncer de mama també figurava com una condició important al seu certificat de defunció. Wallace va ser incinerada després d'un funeral privat i les seves cendres van ser escampades a l'oceà Pacífic.
El personal dels Simpson havia estat conscient de la seva mala salut. El showrunner Al Jean va dir: "Em va entristir enormement saber aquest matí la mort de la brillant i amable Marcia Wallace". Yeardley Smith, que dona veu a Lisa Simpson, va tuitejar: "El cel és ara un lloc molt més divertit amb tu, Marcia". L'antic coprotagonista Bob Newhart va comentar a la seva pàgina de fans de Facebook: "La mort de Marcia va ser una sorpresa, ens va deixar massa aviat. Era una actriu amb talent i una estimada amiga." Al Jean va dir que els productors planejaven retirar el seu personatge "insubstituïble" Edna Krabappel. L'episodi dels Simpson "Quatre segrests i un funeral" es va mostrar el 3 de novembre de 2013 i es va dedicar a ella. Wallace havia gravat línies per a diversos episodis propers, i el seu darrer episodi, "The Man Who Grow Too Much", es va emetre el 9 de març de 2014. El febrer de 2021, es va anunciar que els enregistraments d'arxiu de la veu de Marcia Wallace que havia proporcionat com a Edna Krabappel farien una aparició final en Els Simpson. El personatge s'esmenta en un gag de pissarra i es mostra en escenes de flashback a l'episodi 696 del programa, titulat "Diary Queen". En una entrevista a Variety sobre l'anunci, Al Jean va comentar: "Mai vam tenir l'oportunitat de donar-li un adeu adequat al programa, i aquest és un petit intent de fer-ho".
El 2015, Lego va llançar minifigures basades en els personatges dels Simpson; una minifigura del seu personatge es va incloure més tard en l'homenatge.